# Fontana Stravinsky
La Fontana Stravinsky (in francese: Fontaine Stravinsky), detta anche Fontaine des automates, è una particolare fontana pubblica che si trova in Piazza Igor Stravinsky a Parigi, vicino al Centro Pompidou.
La fontana è costituita da un bacino di 580 metri quadrati ed è stata creata nel 1983 dagli scultori Jean Tinguely e Niki de Saint Phalle; i pezzi meccanici sono di Jean Tinguely, mentre le opere colorate e le sculture sono di Niki de Saint Phalle.
La fontana è decorata con sedici sculture in alluminio che sono sempre in movimento grazie ai getti d'acqua; alcune rappresentano le opere del compositore Igor Stravinskij:
- Le rossignol
- L'Oiseau de feu
- Petrushka
- Renard
- La Clef de Sol
- La Spirale
- L'Elephant
- Le Serpent
- La Grenouille
- La Diagonale
- La Mort
- La Sirène
- L'Amour
- La Vie
- Le Cœur
- Ragtime